# Sonatine no 2 pour seize instruments à vent
Pour les articles homonymes, voir Sonatine (homonymie).
Joyeux atelier
La Sonatine no 2 pour seize instruments à vent en mi bémol majeur sous-titrée joyeux atelier est la seconde symphonie de chambre pour vents de Richard Strauss Composée en 1945 et dédiée aux manes du divin Mozart, elle est créée le 25 mars 1946 à Winterthour par le Musikkollegium de la ville sous la direction d'Hermann Scherchen. Le musicologue Claude Rostand écrira : « l'art dissimule l'art dans ces devoirs de vacances que Strauss fait pour son plaisir ».

## Structure
1. Allegro con brio, dont un des thèmes est un hommage à Wagner
2. Andantino
3. Menuet
4. Introduction et allegro

- Durée d'exécution : trente huit minutes.

## Instrumentation
deux flûtes, deux hautbois, deux bassons, un contrebasson, quatre cors, cinq clarinettes (dont une clarinette basse, un cor de basset).

## Source
- François-René Tranchefort, Guide de la musique symphonique, éd.Fayard 1986 p.761